# Championnat du Swaziland de football 2005-2006
Navigation
Édition précédente Édition suivante
La saison 2005-2006 du Championnat du Swaziland de football est la trentième édition de la Premier League, le championnat national de première division au Swaziland. Les douze équipes engagées sont regroupées au sein d'une poule unique où elles affrontent deux fois leurs adversaires, à domicile et à l'extérieur. En fin de saison, les deux derniers du classement sont relégués et remplacés par les deux meilleurs clubs de deuxième division.
C'est le club de Royal Leopards FC qui remporte la compétition cette saison après avoir terminé en tête du classement final, avec trois points d'avance sur Young Buffaloes FC. C'est le tout premier titre de champion du Swaziland de l'histoire du club.
Plusieurs événements ont lieu durant l'intersaison. Tout d'abord, le club de Denver Sundowns change de nom pour devenir le Manzini Sundowns FC. Ensuite, les clubs de Mhlume United et de Simunye FC fusionnent pour former le RSSC United. 

## Participants
- Mbabane Highlanders
- Manzini Sundowns
- Manzini Wanderers
- Young Buffaloes FC
- RSSC United
- Mhlambanyatsi Rovers
- Eleven Men in Flight - Promu de D2
- Mbabane Swallows
- Malanti Chiefs FC - Promu de D2
- Moneni Pirates FC
- Green Mamba
- Royal Leopards FC

## Compétition

### Classement
Le classement est établi sur le barème de points suivant : victoire à 3 points, match nul à 1, défaite à 0.
| Rang | Équipe                | Pts | J  | G  | N | P  | Bp | Bc | Diff |
| ---- | --------------------- | --- | -- | -- | - | -- | -- | -- | ---- |
| 1    | Royal Leopards FC     | 43  | 22 | 13 | 4 | 5  | 39 | 19 | +20  |
| 2    | Young Buffaloes FC    | 40  | 22 | 11 | 7 | 4  | 37 | 20 | +17  |
| 3    | Mbabane Highlanders   | 37  | 22 | 10 | 7 | 5  | 32 | 19 | +13  |
| 4    | Mbabane Swallows'T'C  | 37  | 22 | 11 | 4 | 7  | 35 | 24 | +11  |
| 5    | Green Mamba           | 33  | 22 | 8  | 9 | 5  | 27 | 18 | +9   |
| 6    | Mhlambanyatsi Rovers  | 30  | 22 | 7  | 9 | 6  | 29 | 28 | +1   |
| 7    | Manzini Sundowns      | 27  | 22 | 7  | 6 | 9  | 27 | 26 | +1   |
| 8    | Eleven Men in FlightP | 25  | 22 | 7  | 4 | 11 | 23 | 34 | -11  |
| 9    | Malanti Chiefs FCP    | 25  | 22 | 7  | 4 | 11 | 19 | 30 | -11  |
| 10   | Manzini Wanderers     | 24  | 22 | 6  | 6 | 10 | 23 | 30 | -7   |
| 11   | Moneni Pirates FC     | 21  | 22 | 4  | 9 | 9  | 21 | 42 | -21  |
| 12   | RSSC United           | 18  | 22 | 5  | 3 | 14 | 14 | 36 | -22  |

|  | Qualification pour la Ligue des champions de la CAF 2007                                  |
|  | Relégation directe en deuxième division                                                   |
|  | T : Tenant du titre C : Vainqueur de la Coupe du Swaziland P : Promu de deuxième division |

## Bilan de la saison
| Championnat du Swaziland de football 2005-2006 |                               |
| Champion                                       | Royal Leopards FC (1er titre) |
| Coupes et trophées                             |                               |
| Vainqueur de la Coupe du Swaziland 2005-2006   | Mbabane Swallows              |
| Qualifications continentales                   |                               |
| Ligue des champions de la CAF 2007             | Royal Leopards FC             |
| Coupe de la confédération 2007                 | Aucun                         |
| Promotions et relégations                      |                               |
| Promus en Premier League                       | Hub Sundowns FC               |
| Promus en Premier League                       | Midas Mbabane City FC         |
| Relégués en First Division League              | Moneni Pirates FC             |
| Relégués en First Division League              | RSSC United                   |